# Zentralbahn

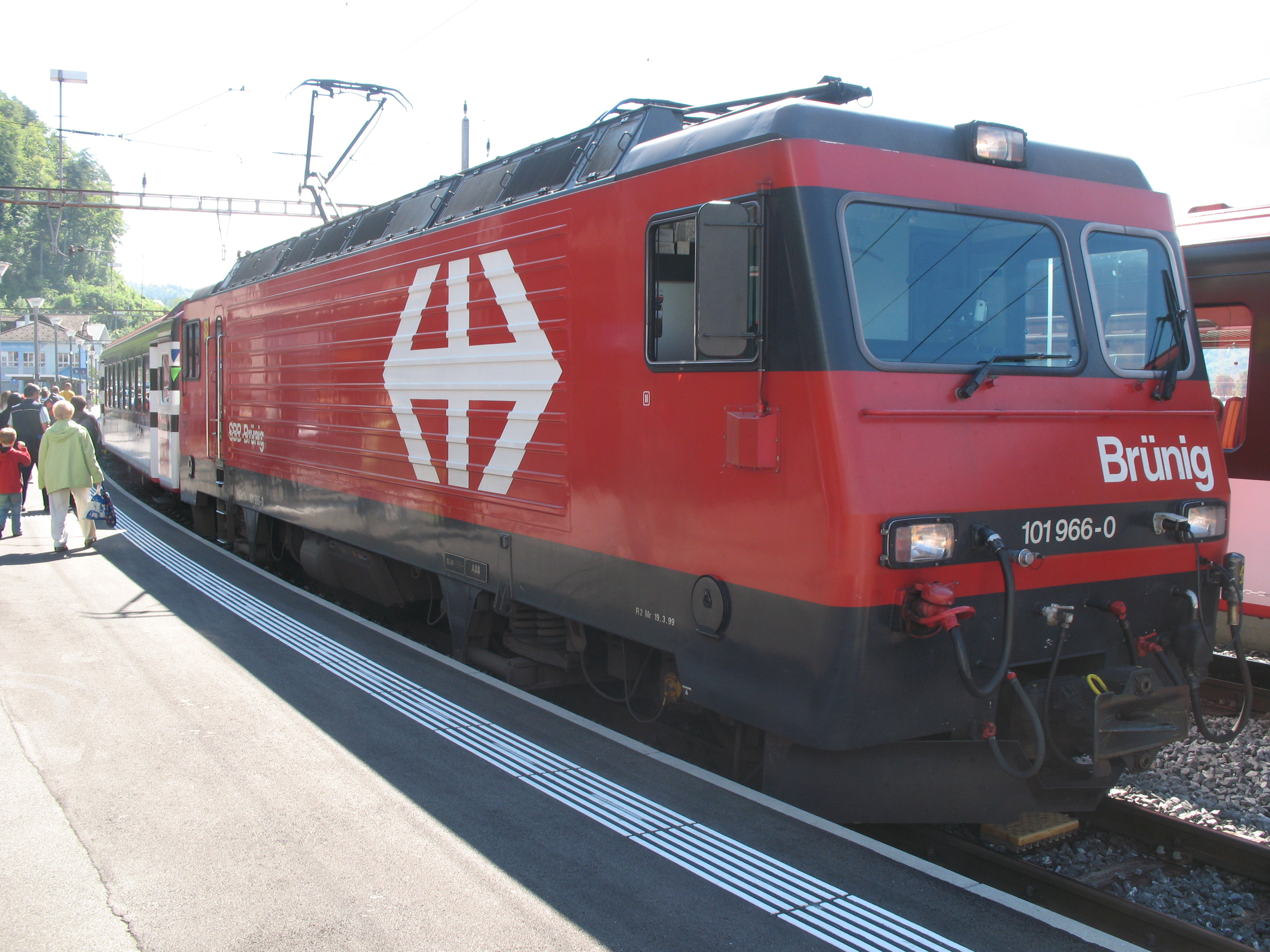
Une HGe 4/4 II de la Zentralbahn.

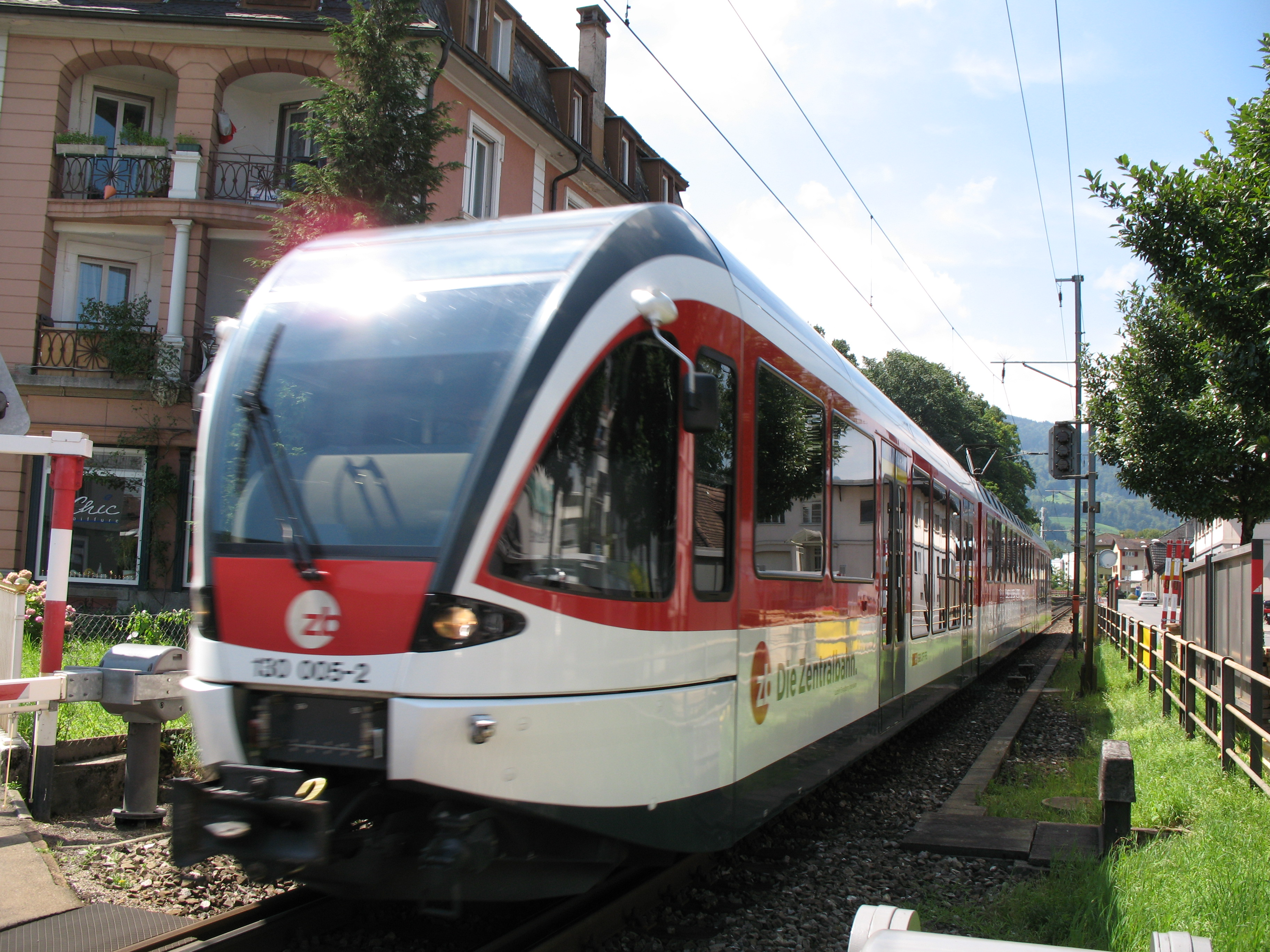
Une rame SPATZ de la Zentralbahn.

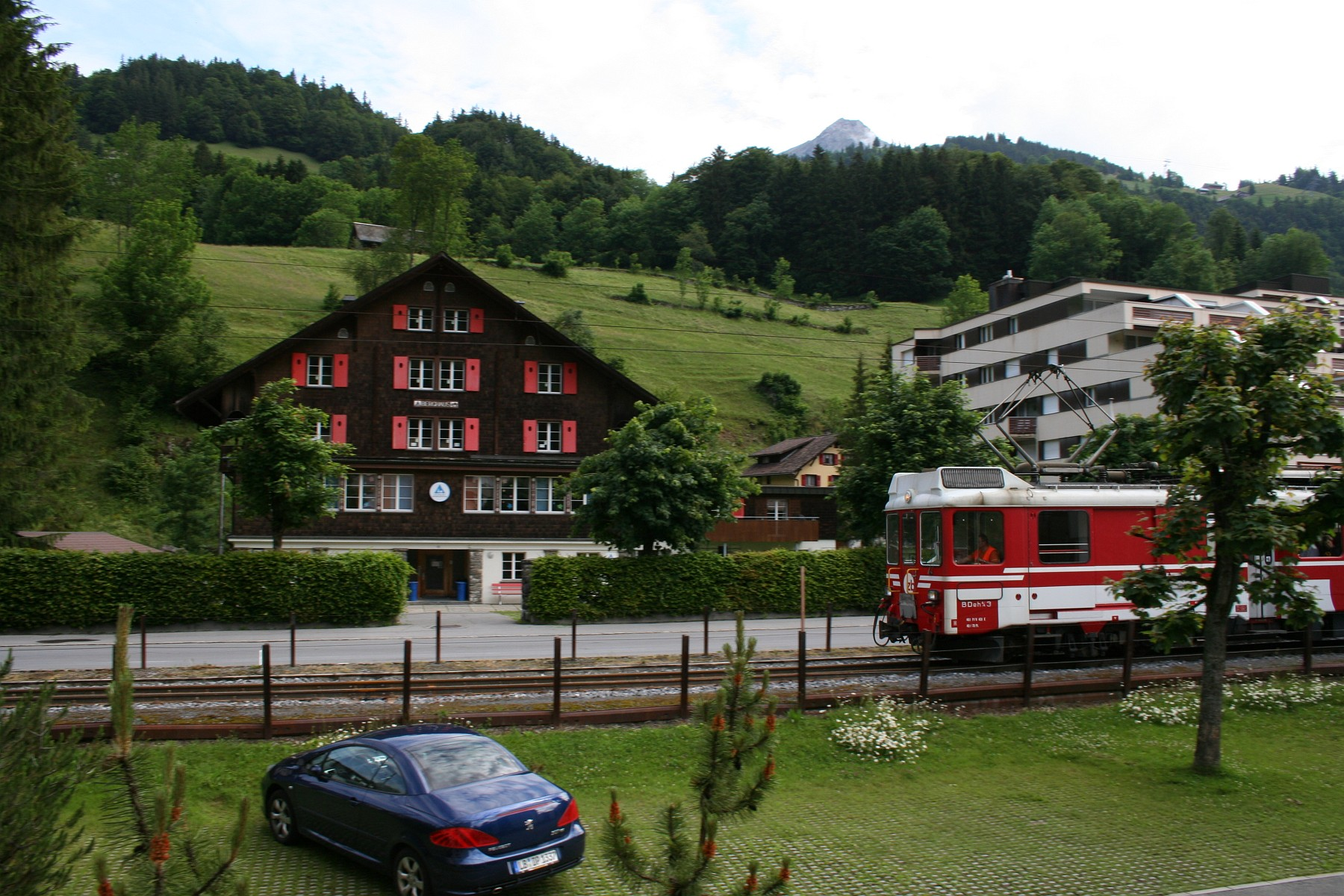
Une rame de la Zentralbahn.

La Zentralbahn (ZB) est une entreprise ferroviaire suisse, créée le 1er janvier 2005 et basée à Stansstad, qui dessert la région de Suisse centrale.
Cette entreprise est issue du regroupement :
- du LSE (Luzern-Stans-Engelberg Bahn) ;
- du SBB, ligne du Brünig.

La voie est à écartement métrique (1 000 mm) et à crémaillère sur certains tronçons.
La ligne Lucerne-Interlaken fait partie de l'itinéraire du GoldenPass, identifiable par ses voitures panoramiques blanches et or, en jonction et partenariat avec la ligne du BLS Interlaken–Zweisimmen et la ligne du MOB Zweisimmen-Montreux.
Note : À ne pas confondre avec la  Schweizerische Centralbahn (SCB), une entreprise fondée le 4 février 1853, et disparue en 1902 lors de la création des CFF.

## Historique

### SBB Brünig
La ligne fut créée en 1888. Elle part de Lucerne pour aboutir provisoirement à Brienz car le bateau pouvait assurer la liaison vers Interlaken. La jonction entre les deux villes, d'environ 16 km, vit le jour le 22 août 1916. L'électrification de la ligne fut réalisée entre 1941 (Lucerne - Meiringen) et 1942 (Meiringen - Interlaken-Est).
Cette ligne appartenait au Chemin de fer Jura-Simplon jusqu'à la nationalisation de ce dernier et son rattachement en 1903 aux CFF.
Le premier tronçon Alpnachstad - Brienz de 45 km, a été mis en service le 14 juin 1888 et le 1er juin 1889, c'est la liaison vers Lucerne qui a été ouverte.
Cette ligne à écartement métrique de 74 km, est électrifiée à 15 kV 16,7 Hz et une partie de son parcours est équipée de crémaillère Riggenbach.

### Luzern-Stans-Engelberg (LSE)
À l'ouverture à l'exploitation le 5 octobre 1898 la ligne du StEB (Stansstad-Engelberg-Bahn) reliait la commune de Stansstad au bord du Lac des Quatre Cantons à la station d'Engelberg, soit sur une longueur de 22.5 km. Les voyageurs en provenance de Lucerne devaient prendre le bateau.
Au début, le matériel roulant se composait de 3 locomotives, 7 wagons, 16 wagons de marchandises, 1 voiture-atelier et l'indispensable chasse-neige.
Rarissime en Europe : la ligne Stansstad - Engelberg n'était raccordée à aucune autre jusqu'à son prolongement à Hergiswil en décembre 1964. Il n'y avait de correspondance que par bateau sur le lac des Quatre-Cantons. Il fallait deux heures pour atteindre la station d'Engelberg.
La situation du StEB a changé en juin 1959, avec sa transformation en Chemin de fer Luzern–Stans–Engelberg (LSE).
Les 5 km du parcours à crémaillère entre Obermatt et Engelberg furent un obstacle majeur à son expansion.
En 1964, le 19 décembre, la ligne fut reconstruite et prolongée jusqu'à Hergiswil, station située sur la ligne Lucerne - Brünig - Interlaken (ligne du Brünig) qui appartenait aux CFF.
La construction du tunnel de Lopperberg (23 mars 1962) entre Grafenort et Engelberg permettra de résoudre le problème de la forte déclivité sur le tronçon à crémaillère atteignant jusqu'à 246 pour mille de déclivité entre Obermatt et Ghärst.
En 2001, le LSE va faire l'objet des plus importants travaux de renouvellement de son histoire centenaire. En 2005 elle fusionne avec le Brünigbahn sous la gestion du Zentralbahn.

### Zentralbahn
En 2004, les CFF séparent le chemin de fer du Brünig du reste de son réseau et le vendent au LSE. Le capital social du LSE est augmenté en conséquence et, par rapport au prix de vente du chemin de fer du Brünig, les CFF deviennent les actionnaires majoritaires du nouveau LSE, devenu Zentralbahn (ZB).
En 2009, la Zentralbahn poursuit le percement du tunnel vers Engelberg qui sera ouvert en 2010 et coûtera plus de 177 millions de francs suisses.
La Zentralbahn participe aux lignes S4 (Lucerne-Stans) et S5 (Lucerne-Giswil) du réseau express régional lucernois.
Depuis le 12 novembre 2012, le tronçon extérieur entre Kriens et Lucerne est fermé et remplacé par un tunnel. Le centre-ville de Lucerne n'est plus coupé par cette ligne. Un train à vapeur a circulé pour la dernière fois sur ce tronçon le 8 novembre.
Le 1er janvier 2021 la compagnie rachète la Meiringen-Innertkirchen Bahn.

## Matériel roulant
À la suite de la fusion des deux compagnies, la Zentralbahn a récupéré leur ancien matériel dont en particulier les huit locomotives HGe 4/4II, construite par ABB/SLM entre 1989 et 1990, d'une puissance de 1836 kW. Tout ce matériel a plus de 30 ans et il pose de nombreux problèmes de techniques et nécessite de coûts importants pour la maintenance. Ils seront supprimés en 2030.
La compagnie a reçu à partir de 2004, de nouveaux matériels commandés par les CFF avant la fusion. Il s'agissait de dix unités multiples Spatz (type ABe 4/8), de Stadler Rail. En 2005 également, une nouvelle locomotive diesel-électrique à crémaillère Stadler HGm 2/2 a été mise en service.
En septembre 2009, Zentralbahn a commandé quatre unités multiples ADLER de type ABeh 150 en sept parties (126 m de long) et six Fink de type ABeh 160  en trois parties auprès de Stadler Rail.
Lors de la réunion du 19 décembre 2019, le conseil d'administration de Zentralbahn a donné son feu vert pour l'acquisition de nouveaux matériels roulants,. Après la signature de la commande de 114 millions de francs suisses à Stadler Rail en février 2021, la livraison est prévue en 2025 pour deux unités multiples ADLER en 7 parties et sept unités multiples FINK en 3 parties.
À la suite du rachat de la compagnie Meiringen-Innertkirchen Bahn, la Zentralbahn est entrée en possession de deux automotrices électriques, GTW Be 2/6 (ex-Be 2/6 7004 du MOB), construite par Stadler Rail en 1997 et une Be 4/4 construite par Stadler Rail en 1996,.

## Actionnariat
La compagnie est détenue à 66%  par les CFF, à 16,1 % par la Confédération suisse, à 11,8 % par le Canton de Nidwald, à 5 % par le Canton d'Obwald et 5 % par la commune d'Engelberg.